# Roman Mrázek
Roman Mrázek (* 21. ledna 1962, Sokolov) je bývalý československý a později slovenský atlet, který se věnoval sportovní chůzi.
Třikrát reprezentoval na letních olympijských hrách (Soul 1988, Barcelona 1992, Atlanta 1996).